# Vjačeslav Kebič

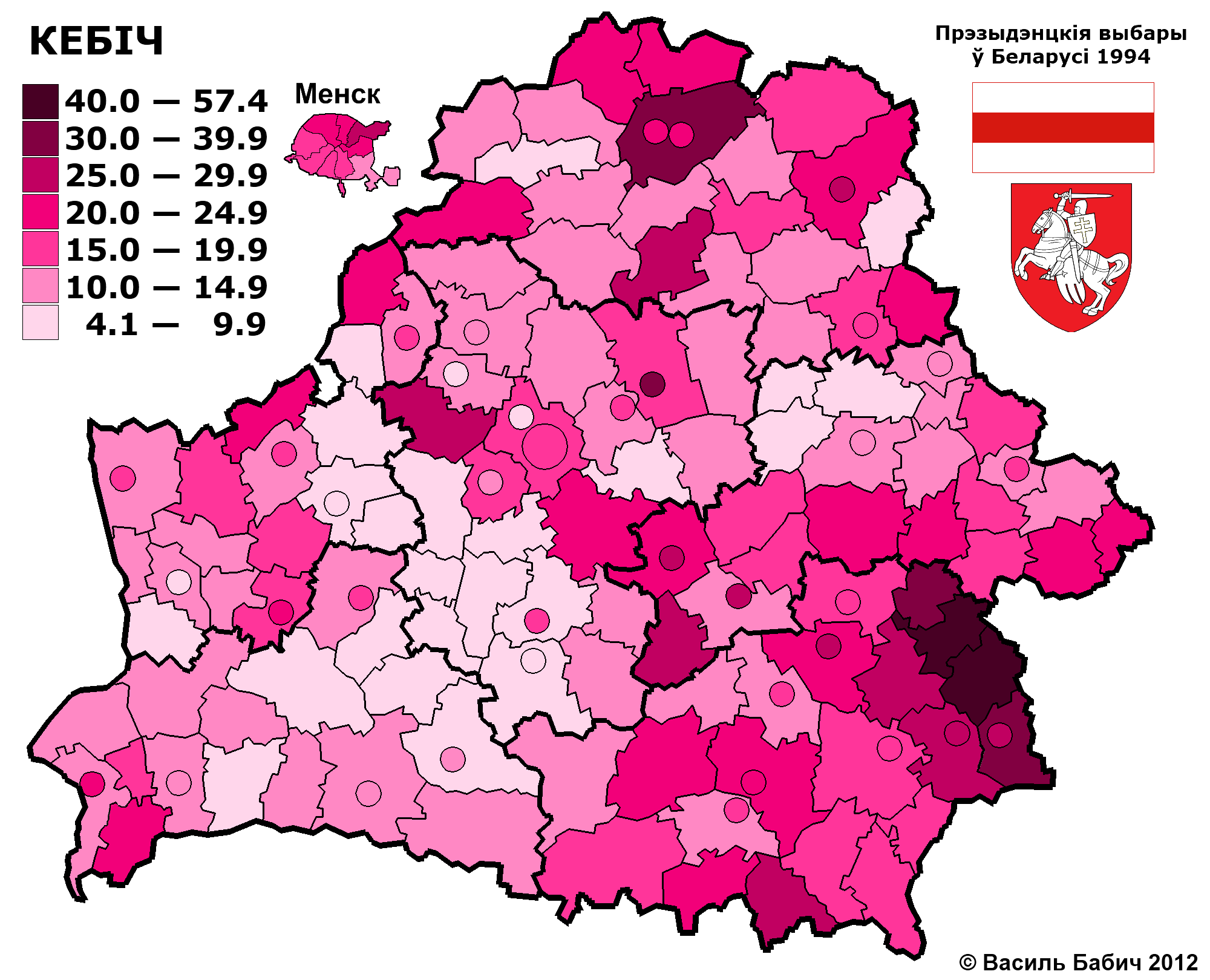
Mapa volebních výsledků z 2. kola prezidentských voleb roku 1994, nápadná je vysoká podpora v Homelské oblasti, naopak velké ztráty zaznamenal v Minské, Brestovské a Hrodenské oblasti

Vjačaslav Francavič Kebič, bělorusky Вячаслаў Францавіч Кебіч (10. červen 1936, Valožin – 9. prosince 2020) byl běloruský politik, premiér Běloruska v letech 1990–1994.

## Život
Roku 1958 vystudoval mechaniku na Vysokém učení technickém v Minsku. Od roku 1973 pracoval jako inženýr v Kirovově továrně obráběcích strojů v Minsku, která se zaměřovala především na výrobu různých řezacích strojů. Roku 1978 se zde stal generálním ředitelem. V roce 1984 začal studovat vyšší stranickou školu, absolvoval roku 1990. V letech 1985-1990 působil jako místopředseda Rady ministrů běloruské SSR a předseda Státní plánovací komise. V letech 1990-1991 byl členem Ústředního výboru Komunistické strany Sovětského svazu, v letech 1989-1991 též poslancem Nejvyššího sovětu.
Významné pohyby v SSSR ho zastihly ve funkci předsedy vlády Běloruské sovětské socialistické republiky, kterou zastával od roku 1990. Roku 1991 byl jedním ze signatářů Bělovežské dohody, kterou byl roku 1991 rozpuštěn Sovětský svaz. Dohodu spolupodepisoval vedle předsedy parlamentu – tehdy nejvyšší ústavní funkce – Stanislava Šuškeviče.
Funkci předsedy vlády si udržel i po vzniku samostatného Běloruska a zastával ji až do roku 1994. Ovšem již jako bezpartijní, z Komunistické strany Běloruska vystoupil. Ač bývalým komunistou, vedl Bělorusko v této pozici k tvorbě volného trhu. Čelil ovšem ekonomickému poklesu, který hodlal vyřešit obnovením měnové unie s Ruskem (znovupřijetí rublu). To byl také hlavní trumf jeho prezidentské kampaně, která začala hned po skončení jeho premiérského mandátu.
Prezidentské volby roku 1994 byly prvními přímými a demokratickými volbami v historii Běloruska. V prvním kole skončil Kebiš druhý, se 17,4 procenty a postoupil tak do druhého kola, kde se utkal s vítězem prvního kola Alexandrem Lukašenkem (jenž zde získal 45,1 procenta). I ve druhém kole Kebič ovšem prohrál, když získal jen 14 procent hlasů (Lukašenko přes 80 procent).
Kebič nezískal podporu především proto, že byl symbolem předchozí etapy vývoje (Lukašenka vynesla nahoru silná kritika korupce).
Po porážce v prezidentských volbách se stal předsedou běloruského Svazu obchodu a financí. Tuto funkci držel do konce 90. let.